# Stella Ae/Be di Herbig

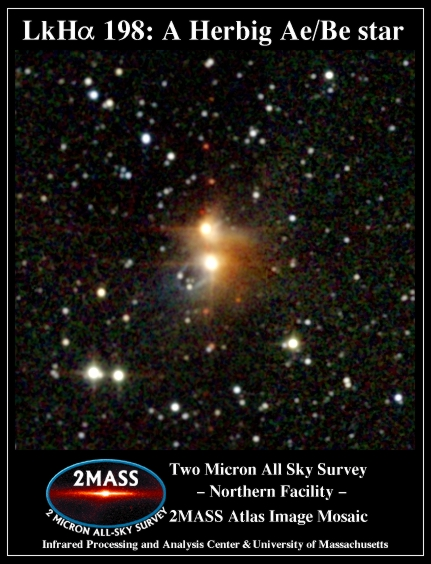
La regione oscura di LDN 1265 (vdB 1) nel complesso di Cassiopea, illuminata in piccoli punti dalla luce di alcune stelle vicine; spicca V633 Cassiopeiae, una stella Ae/Be di Herbig. 2MASS

Una stella Ae/Be di Herbig è una stella di classe spettrale A e B estremamente giovane (<10 milioni di anni) che si trova in uno stadio avanzato di formazione, ma non ha ancora raggiunto la sequenza principale (non si è ancora innescata completamente la fusione dell'idrogeno nel suo nucleo). Nel diagramma HR sono collocate a destra della sequenza principale.
Queste giovani stelle sono ancora avvolte nelle nubi da cui sono nate e sono molto probabilmente circondate da dischi protoplanetari. Nel loro spettro dominano le linee di emissione dell'idrogeno e del calcio. La loro massa è compresa tra le 2 e le 8 masse solari.
Devono il loro nome all'astronomo statunitense George Herbig che nei primi anni sessanta li distinse dalle altre stelle secondo questi criteri:
- Tipo spettrale precedente all'F0 (per distinguerle dalle stelle T Tauri);
- Linee di emissione di Balmer nello spettro stellare (per accomunarle alle T Tauri);
- Collocazione al limite di una nebulosa oscura (per scegliere le stelle realmente giovani, poste in prossimità del loro luogo di nascita);
- Irradiazione di una brillante nebulosa a riflessione (per garantire dei collegamenti fisici alla regione di formazione stellare).

Tuttavia sono state scoperte anche molte stelle Ae/Be di Herbig che non presentano collegamenti con la regione in cui si sono formate. Ciò ha comportato una modifica dei criteri, che ora sono:
- Tipo spettrale precedente all'F0;
- Emissioni di Balmer nello spettro stellare;
- Eccesso di radiazione infrarossa dovuto alla presenza di dischi di polveri circumstellari (rispetto alle stelle Be, il cui eccesso di radiazione è dovuto alle cosiddette emissioni libero-libero[1]).

Talvolta le stelle Ae/Be di Herbig mostrano significative variazioni nella luminosità, dovute probabilmente ad addensamenti nel disco circumstellare (protopianeti e planetesimi). Quando la luminosità raggiunge il minimo la radiazione proveniente dalla stella subisce uno spostamento verso il blu e diviene polarizzata. 
Le stelle T Tauri sono considerate gli omologhi delle stelle Ae/Be di Herbig, ma hanno una massa inferiore (<2 masse solari) e un tipo spettrale F, G, K, M. Nella fase pre-sequenza principale non è possibile trovare stelle più massicce (>8 masse solari), poiché si evolvono molto velocemente: quando diventano visibili (ovvero quando il loro vento ha disperso la nube di gas e polveri circostante), queste si trovano già nella sequenza principale.

## Galleria d'immagini

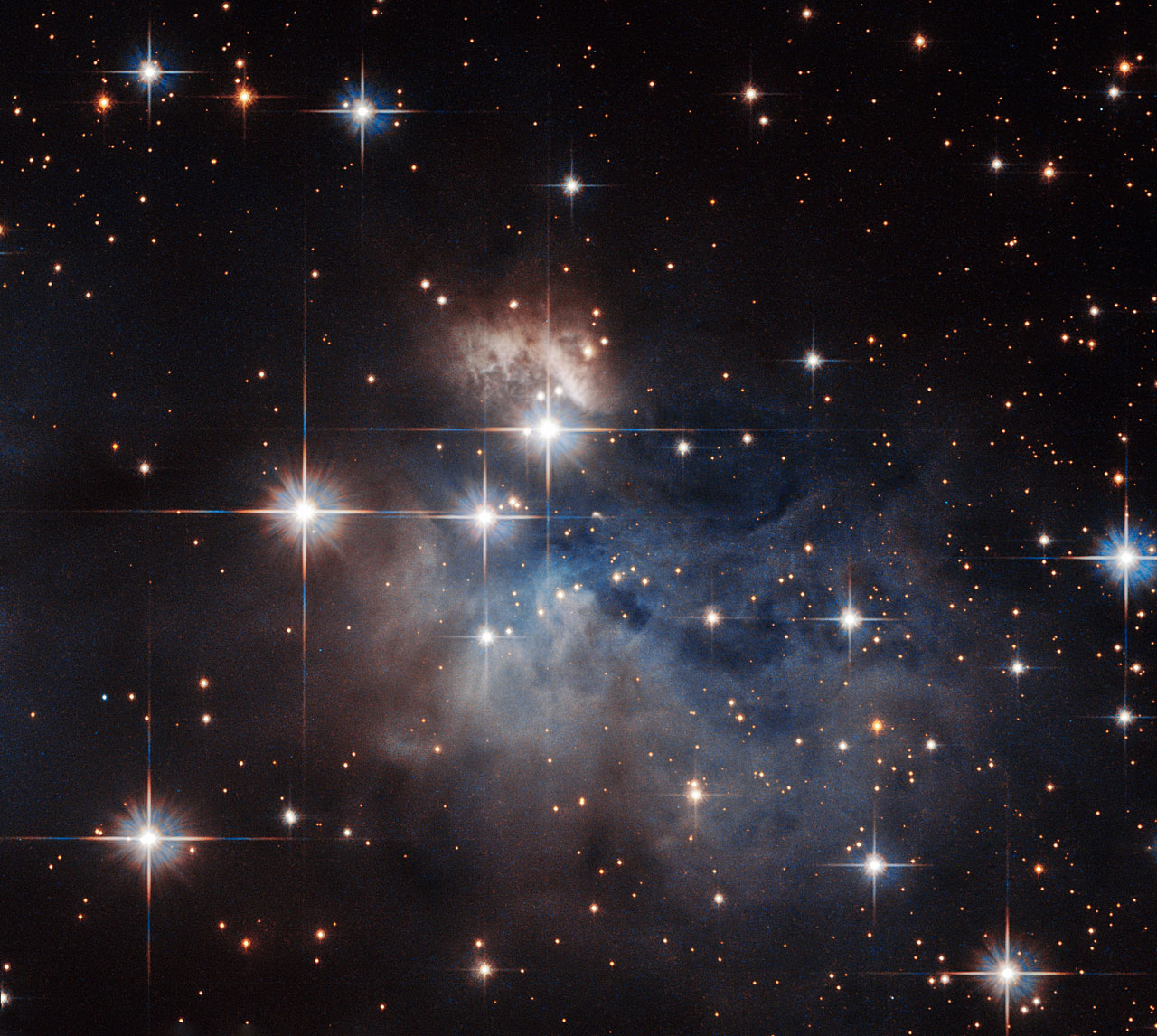
IRAS 12196-6300, a 2300 anni luce dalla Terra.
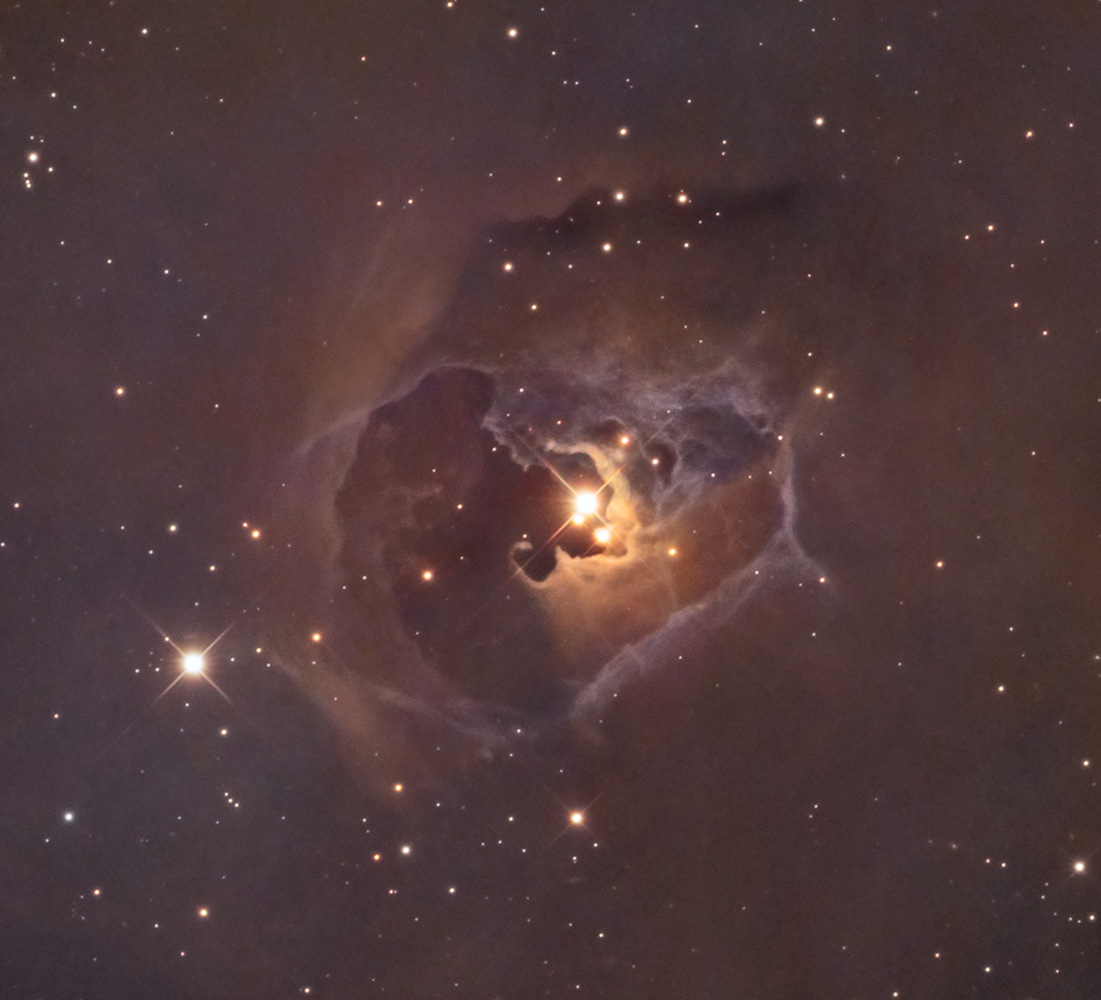
V1025 Tau, stella Ae/Be di Herbig fotografata da Mount Lemmon
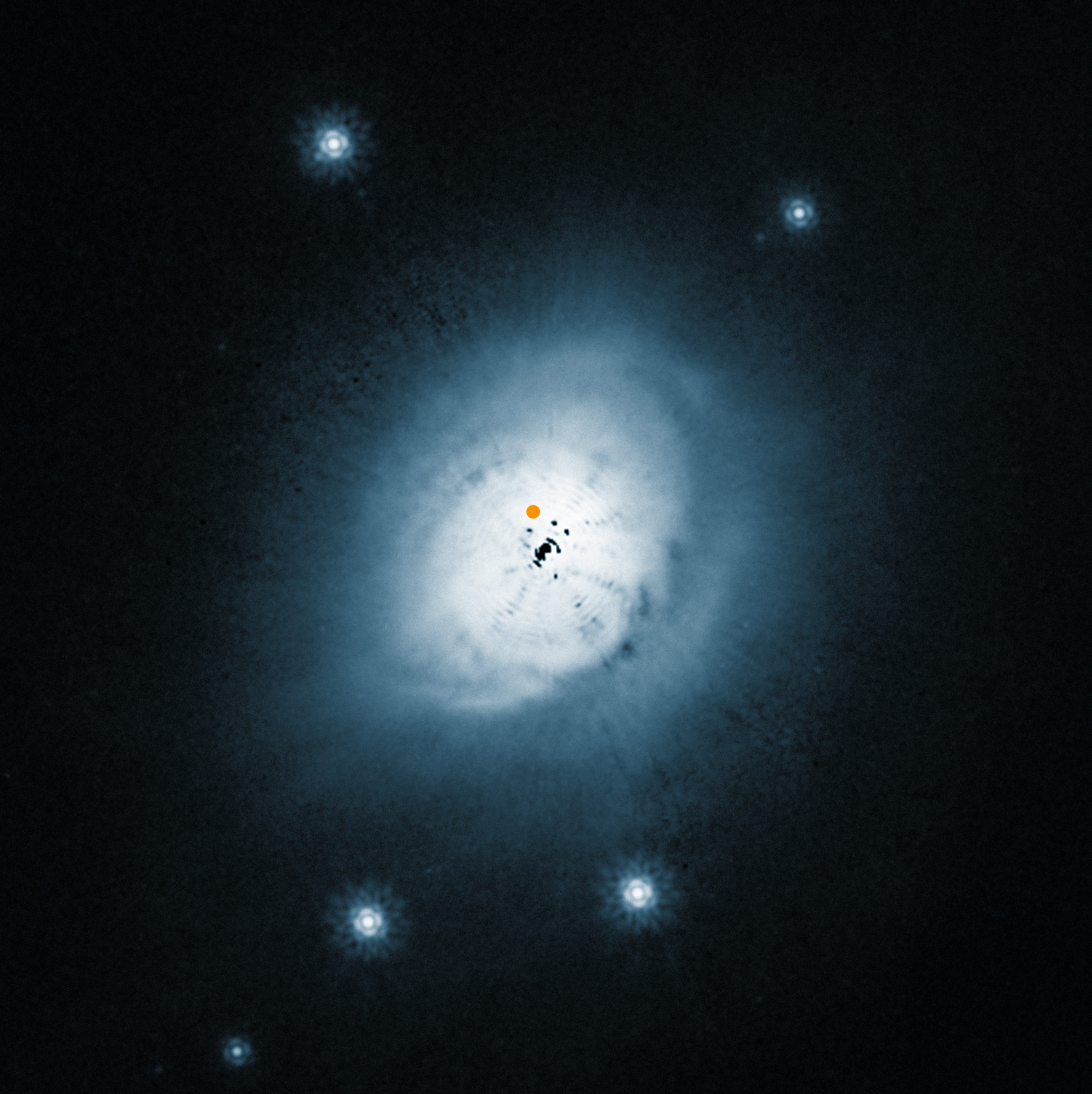
Il disco protoplanetario che circonda HD 100546 fotografato dal telescopio spaziale Hubble.